# Труханов Володимир Микитович
Володимир Микитович Труханов (нар.. 21 травня 1921, Петроград, Російська РФСР, СРСР — пом.. 29 серпня 2012, Санкт-Петербург, Росія) — радянський, російський актор театру і кіно. Ведучий актор Театру комедії ім. М. П. Акімова, Один з улюблених учнів Миколи Акімова.

## Біографія
Володимир Труханов народився 21 травня 1921 року в Петрограді. У 1947 році закінчив школу при Великому Драматичному Театрі імені М. Горького і став актором Театру комедії.
На сцені зіграв близько ста ролей, головним чином, епізодичних. Прозваний «королем епізоду». У кіно Володимир Труханов знімався вкрай мало, виконував, головним чином, невеликі, характерні ролі.
Помер 29 серпня 2012 року в Санкт-Петербурзі. Урна з прахом похована на Богословському кладовищі Санкт-Петербурга.

## Фільмографія
- 1965 — Велика котяча казка — лейб-бухгалтер
- 1967 — Браслет-2 — Федька
- 1969 — Берег юності
- 1976 — Веселе сновидіння, або Сміх і сльози — Патісонне, шаховий офіцер, міністр двору
- 1979 — Подорож в інше місто — управлінець на здачі будівельного об'єкту (немає в титрах)
- 1980 — Сицилійський захист — Іполит Федейович, головний бухгалтер
- 1981 — Товариш Інокентій
- 1983 — Ювілірна справа — Шмаков, злодій-домушник
- 1984 — Ольга і Костянтин — колгоспник
- 1985 — Порох — Єгор Михайлович, капітан буксира
- 1985 — Зустрінемося в метро
- 1985 — Іван Бабушкін
- 1986 — Винятки без правил (кіноальманах) (Золотий гудзик. Виняток 4) — залізничник на споруджуваному мосту
- 1986 — Остання дорога
- 1993 — Ти у мене одна — товариш по службі Тимошина
- 1994 — Замок
- 1995 — Четверта планета
- 2000 — Забійна сила-1 — Семенович, піротехнік (серія «Ударна хвиля»)
- 2001 — Чорний ворон — Пегорьє
- 2003 — Російські страшилки — житель Загібалово
- 2004 — Вулиці розбитих ліхтарів-6 — Вікентій Павлович (серія «Все й одразу»)
- 2013 — Важко бути богом

## Нагороди
- 1976 — Заслужений артист РРФСР.
- 2002 — премія " Золотий софіт " в номінації «За вірність театру».
- 2004 — Медаль ордена «За заслуги перед Вітчизною» другого ступеня